# Postidal (plataforma)
Postidal é uma plataforma digital americana de comércio eletrônico  fundada em 2020 com sedes em New Haven e Nova York, Estados Unidos. Baseia-se principalmente em produtos de caixa eletrônico, tecnologia, eletrônicos, farmácia, artigos domésticos, transferências, cartões-presente, itens alimentícios.

## História
A Postidal foi fundada em fevereiro de 2020 pelo empreendedor dominicano-americano Marvin Amparo em New Haven e Nova York. O Postidal tem como alvo inicial os consumidores dos EUA. A Postidal lançou redes de armazéns de tecnologia localizados na cidade de Nova York, focados em indivíduos e legalmente autorizados a negociar com governos.

## Características
A Postidal incorpora inteligência artificial para automatizar processos-chave, como reconhecimento de itens e algoritmos de aprendizado de máquina que preveem tendências de vendas e gerenciamento de estoque. A Postidal exibe produtos em diversas categorias, como: cartões-presente, eletrônicos, tecnologia, roupas e acessórios, jardim e cozinha, saúde e beleza, bebês e mães, joias e relógios, esportes e atividades ao ar livre, livros e escritório, carros e motocicletas.